# 781-й истребительный авиационный полк
781-й истребительный авиационный полк (781-й иап) — воинская часть Военно-воздушных сил (ВВС)  РККА, принимавшая участие в боевых действиях Советско-японской войны и в Войне в Корее.

## История наименований полка
За весь период своего существования полк несколько раз менял своё наименование:
- 781-й ночной бомбардировочный авиационный полк;
- 781-й смешанный авиационный полк;
- 781-й истребительный авиационный полк;
- 781-й истребительный авиационный полк ВВС Тихоокеанского флота;
- 781-й истребительный авиационный полк ПВО;
- Войсковая часть (Полевая почта) 74428.

## История полка
Полк сформирован 10 февраля 1942 года в составе ВВС 25-й армии Дальневосточного фронта как 781-й ночной бомбардировочный авиационный полк на самолётах По-2. В сентябре 1942 года полк получил самолёты И-15бис и был переформирован в смешанный авиационный полк. В апреле 1943 года (15.04.1943 г.) полк переформирован в 781-й истребительный авиационный полк по штату 015/284 на самолётах И-15бис со включением в состав 249-й истребительной авиационной дивизии 9-й воздушной армии Дальневосточного фронта. В декабре 1943 года полк сдал И-15бис и получил на вооружение истребители И-16 тип 10. В июле 1944 года полк переформирован по штату 015/364, получил 30 самолётов Як-9 и приступил к их освоению. На 8 августа 1945 года полк имел в боевом составе 44 самолёта Як-9.
В составе 249-й истребительной авиационной дивизии 9-й воздушной армии 1-го Дальневосточного фронта полк принимал участие в советско-японской войне на самолётах Як-9, выполняя прикрытие наступающих войск в Харбино-Гиринской наступательной операции с 9 августа 1945 года по 2 сентября 1945 года.
За период боевых действий полк выполнил 177 боевых вылетов. Встреч с самолётами противника и воздушных боёв не было. Уничтожено при штурмовках: автомашин — 10, паровозов — 3, эшелонов — 1. Свои потери (боевые) составили: лётчиков — 1, самолётов — 1.
В составе действующей армии полк находился с 9 августа 1945 года по 3 сентября 1945 года.
По окончании войны полк базировался на аэродроме Воскресенка до августа 1946 года, после чего был перебазирован в Корею, где базировался до октября 1948 года. С октября полк базировался на аэродроме Золотая Долина (Унаши), где переучился на самолёты P-63 Kingcobra. Вместе с 249-й истребительной авиационной дивизией 11 февраля 1949 года передан из 9-й воздушной армии Приморского военного округа в состав ВВС ВМФ на Тихоокеанский флот. 25 марта 1949 года дивизия после входа в состав ВВС Тихоокеанского военно-морского флота была переименована в 165-ю истребительную авиационную Краснознамённую дивизию ВВС ВМФ. В 1952 году полк переучился на реактивные МиГ-15.
18 ноября 1952 года в районе мыса Гамова в Приморском крае палубные истребители с авианосца ВМС США, находившегося в 100 км от советского побережья, атаковали 4 советских истребителя МИГ-15 из 781-го иап 5-го ВМФ СССР в 10—15 км от границы СССР. Два самолёта американцы сбили, ещё один из-за отказа двигателя упал в море в районе мыса Льва и в воздушном бою не участвовал. Один лётчик погиб. Не вернулся из вылета и один американский самолёт.
В феврале 1953 года полк без материальной части перебазировался на аэродром Андунь в Китае для замены частей истребительной авиации 64-го истребительного авиационного корпуса, участвующей в Войне в Корее.
В период с 21 февраля 1953 года по 27 июля 1053 года полк, находясь в оперативном подчинении 216-й истребительной авиационной дивизии 64-го истребительного авиационного корпуса принимал участие в вооружённом конфликте на территории Кореи (на стороне КНДР) на самолётах МиГ-15. В боевых действий полк выполнил боевых вылетов — 1410, провёл воздушных боёв — 81, сбил самолётов сил ООН — 11 (10 истребителей, 1 истребитель-бомбардировщик), подбил самолётов сил ООН — 7. Свои потери составили: лётчиков — 5, самолётов — 9.
В августе 1953 года полк вернулся из правительственной командировки в состав 165-й истребительной авиационной Краснознамённой дивизии ВВС Тихоокеанского военно-морского флота. В 1955 году полк переучился на МиГ-17. В составе 165-й истребительной авиационной Краснознамённой дивизии ВВС ТОФ 1 февраля 1957 года передан из ВВС ТОФ в Отдельную Дальневосточную армию ПВО. В апреле 1958 года в связи с реорганизацией системы ПВО вместе со 165-й иад расформирован на своём аэродроме Унаши.

## Командиры полка
- майор Перевозчиков Борис Алексеевич[1], 03.11.1944 — 31.12.1945
- полковник Сахаров, Павел Иванович, 1955 — 1958

## Благодарности и награды

### От Верховного Главнокомандующего
За отличные боевые действия в боях с японцами на Дальнем Востоке лётчикам полка в составе 249-й иад объявлены благодарности.

### Награждены орденами СССР
Приказом командующего 9-й воздушной армией № 0122 от 14 августа 1945 года:
- Герасимов Николай Николаевич. Капитан. Помощник командира полка по воздушно-стрелковой службе. Орден Боевого Красного Знамени.
- Каргальский Виктор Евгеньевич. Лейтенант. Командир звена. Орден Красной Звезды.
- Лысенко Григорий Ефремович. Гвардии старший лейтенант. Командир эскадрильи. Орден Красной Звезды.
- Примаков Анатолий Николаевич. Лейтенант. Заместитель командира эскадрильи. Орден Красной Звезды.
- Таран Виктор Ильич. Лейтенант. Командир звена. Орден Красной Звезды.

Приказ командующего 9-й воздушной армией № 0142 от 10 сентября 1945 года:
- Перевозчиков Борис Алексеевич. Майор. Командир полка. Орден Боевого Красного Знамени.

Приказ командира 249-й истребительной авиационной дивизии от 26 августа 1945 года:
- Бятец Михаил Сергеевич. Младший лейтенант. Лётчик. Орден Красной Звезды.
- Велик Николай Антонович. Лейтенант. Лётчик. Орден Красной Звезды.
- Григорьев Александр Григорьевич. Лейтенант. Старший лётчик. Орден Красной Звезды.
- Громов Николай Иванович. Лейтенант. Старший лётчик. Орден Красной Звезды.
- Гурилов Николай Васильевич. Старший лейтенант. Командир звена. Орден Красной Звезды.
- Драчёв Валентин Александрович. Младший лейтенант. Лётчик. Орден Красной Звезды.
- Куцыгин Аркадий Иванович. Младший лейтенант. Лётчик. Орден Красной Звезды.
- Латай Иван Ефимович. Лейтенант. Командир звена. Орден Красной Звезды.
- Малушко Иван Павлович. Младший лейтенант. Лётчик. Орден Красной Звезды.
- Матвеев Степан Васильевич. Лейтенант. Командир звена. Орден Красной Звезды.
- Мацкевич Анатолий Иванович. Лейтенант. Старший лётчик. Орден Красной Звезды.
- Меркулов Алексей Васильевич. Лейтенант. Командир звена. Орден Красной Звезды.
- Овчаров Иван Васильевич. Лейтенант. Лётчик. Орден Красной Звезды.
- Попов Николай Иванович. Лейтенант. Старший лётчик. Орден Красной Звезды.
- Пусев Иван Борисович. Младший лейтенант. Лётчик. Орден Красной Звезды.
- Челышев Владимир Иванович. Младший лейтенант. Лётчик. Орден Красной Звезды.

## Самолёты на вооружении
| Период      | Самолёты       |
| ----------- | -------------- |
| 1942 — 1943 | По-2           |
| 1942 — 1943 | И-15бис        |
| 1943 — 1944 | И-16           |
| 1944 — 1948 | Як-9           |
| 1948 — 1952 | P-63 Kingcobra |
| 1952 — 1955 | МиГ-15         |
| 1955 — 1958 | МиГ-17         |

## Базирование
| Период               | Место базирования               |
| -------------------- | ------------------------------- |
| 09.1945 — 08.1946    | Воскресенка (Приморский край)   |
| 05.09.1946 — 10.1948 | Синыйджу, Корея                 |
| 10.1948 — 02.1953    | Золотая Долина, Приморский край |
| 02.1953 — 06.1953    | Андунь (Даньдун), Китай         |
| 06.1953 — 08.1953    | Дапу, Китай                     |
| 08.1953 — 04.1958    | Золотая Долина, Приморский край |

| МиГ-17 | МиГ-15 | МиГ-17 |

## Потери в Корейской войне
- Белов Виктор Михайлович, 1921 года рождения. Капитан, заместитель командира авиаэскадрильи. Погиб в бою 12 июля 1953 г. Похоронен на братском кладбище в г. Порт-Артуре. Последний лётчик похороненный в Порт-Артуре[7].
- Беляков Николай Михайлович, 1922 года рождения, Калининская область, Лихославский район, д. Бухолово. Капитан. Погиб 18 ноября 1952 г. в воздушном бою над заливом Петра Великого, Японское море[7].
- Вандаев Александр Иванович, 1923 года рождения, Туркменская ССР, г. Чарджоу. Старший лейтенант. Погиб 18 ноября 1952 г. в воздушном бою над Японским морем[7].
- Каменщиков Василий Георгиевич, 1920 года рождения, Хабаровский край, Бирский район, ст. Ландоко. Старший лейтенант, старший лётчик. Погиб в бою 13 мая 1953 г. Похоронен на братском кладбище в г. Порт-Артуре[7].
- Пахомкин Владимир Иванович, 1923 года рождения, Воронежская область, Умедский район, с. Светчиновка. Старший лейтенант. Погиб 18 ноября 1952 г. С повреждениями и с пустыми баками упал в море в районе мыса Льва в 600 метрах от береговой черты. Лётчик вместе с самолётом был обнаружен в марте 1953 года с воздуха. Похоронен на кладбище в с. Унаши Приморского края[7].
- Пушкарёв Борис Владимирович, 1924 года рождения. Старший лейтенант, лётчик. Погиб в бою 5 июня 1953 г. Похоронен на братском кладбище в г. Порт-Артуре[7].
- Тимошин Василий Степанович, 1923 года рождения, Казахская ССР, Северо-Казахстанская область, г. Петропавловск. Старший лейтенант, лётчик. Погиб в бою 1 июня 1953 г. Похоронен на братском кладбище в г. Порт-Артуре[7].
- Царенко Владимир Фёдорович, 1924 года рождения. Старший лейтенант, лётчик. Погиб в бою 5 июня 1953 г. Похоронен на братском кладбище в г. Порт-Артуре[7].